# Миколас Біржішка
Миколас Біржішка (лит. Mykolas Biržiška; 24 серпня 1882, Векшні біля Можеєк — 24 серпня 1962, Лос-Анжелес) — литовський революціонер, сиґнатор Акту про незалежність Литви від 16 лютого 1918 року.
 Також ректор Вільнюського університету під час Другої світової війни.

## Біографія
Народився у шляхетній литовській родині. Двічі виключений з гімназії у Шауляї після того, як він відмовлявся відвідувати служби у православному соборі, а також після організації зустрічей на тему національних інтересів Литви. Щоправда, пізніше йому дозволили закінчити навчання.
Вивчав право у Московському державному університеті до 1907. Заарештований на студентській зустрічі 1902 і відбув частину дворічного покарання, але йому вдалося знову вступити до університету. Після повернення до Вільнюса, він узяв участь у національному визвольному русі, часто пишучи статті до періодичних видань. Пізніше працював з Комітетом полегшення наслідків війни. Тоді він також працював асистентом Тадеуша Врублевського.
1915 став директором першої Литовської Вищої школи у Вільнюсі.
Разом зі своїми однодумцями написав листа до Президента США Вудро Вільсона з проханням про підтримку незалежності Литви.
1918 його обрано членом Таріби, 16 лютого підписав Акт про незалежність Литви. Протягом короткого часу був міністром освіти у другому Кабінеті міністрів, займався повторним відкриттям Вільнюського університету.
Після анексії Вільнюса Польщею 1920, Біржішка не залишив окуповані території Литви. Влітку 1921 проти нього порушили кримінальну справу за статтю у польській газеті «Straż Litwy» — його захищав адвокат Тадеуш Врублевський. Ще раз заарештований 1922, відбував покарання у Лукишський в'язниці. У лютому 1922 польська окупаційна влада звинуватила його у державній зраді й засудила до розстрілу; лише втручання Ліги Націй вберегло його від смерті. Він був одним із 32 литовців, яких вигнали з Вільнюса 20 вересня 1922 і доставили до розташування литовської армії.
У 1926—1927 рр. був ректором Литовського університету.
Після депортації він поїхав до Каунаса, тимчасової столиці Литви, де він став професором літератури в університеті Вітаутаса Великого. У цей час він був редактором Литовської Енциклопедії, учасником кількох соціальних та культурних організацій. Біржішка пізніше став ректором Вільнюського університету (1940 — березень 1943, осінь 1944).
Після другої радянської окупації Литви 1944 року, Біржіжка евакуювався до Німеччини, був професором Балтійського університету в Гамбурзі та Пінеберзі. Поїхав до США 1949. Там він повернувся до свого давнього захоплення фольклором і народними танцями. Помер 1962.

## Важливі роботи
- Lietuvių dainų literatūros istorija, 1919.
- Mūsų raštų istorija. 1547—1904, expanded later to "Mūsų raštų istorja (nuo 16 a iki 1864) (1925).
- Dainos kelias,1921.
- Barono gyvenimas ir raštai, 1924.
- Duonelaičio gyvenimas ir raštai, 1927.
- Rinktiniai mūsų senovės raštai, 1927.
- Together with his brother Vaclovas he prepared and published a work by Simonas Daukantas, Darbai senųjų lietuvių ir žemaičių, 1929.
- Aleksandrynas,3 vol. (1960—1965) Bibliography of Lithuanian writers up to 1865. Primarily Vaclovas' work, but Mykolas served as collaborator and editor after Vaclovas' death in 1956.
- Anuo metu Viekšniuose ir Šiauliuose (memoirs).
- Lietuviu Tautos Kelias 2 vol. written in exile in Los Angeles, 1952

## Родина
Біржішка належав до відомого шляхетного роду. Його прадід Миколас Біржішка був представником у польському Сеймі коли Конституція 3 травня була прийнята у 1791 році; його дідусь Леонардас Біржішка був активним учасником повстання 1830—1831 року; його брати, Вацловас Біржішка та Вікторас Біржішка, були також лідерами литовської громади. Його батько, лікар Антанас Біржішка, відхилив можливість професорства в Московському університеті, щоб практикувати медицину в сільській місцевості Литви.